# Grażyna Kulczyk

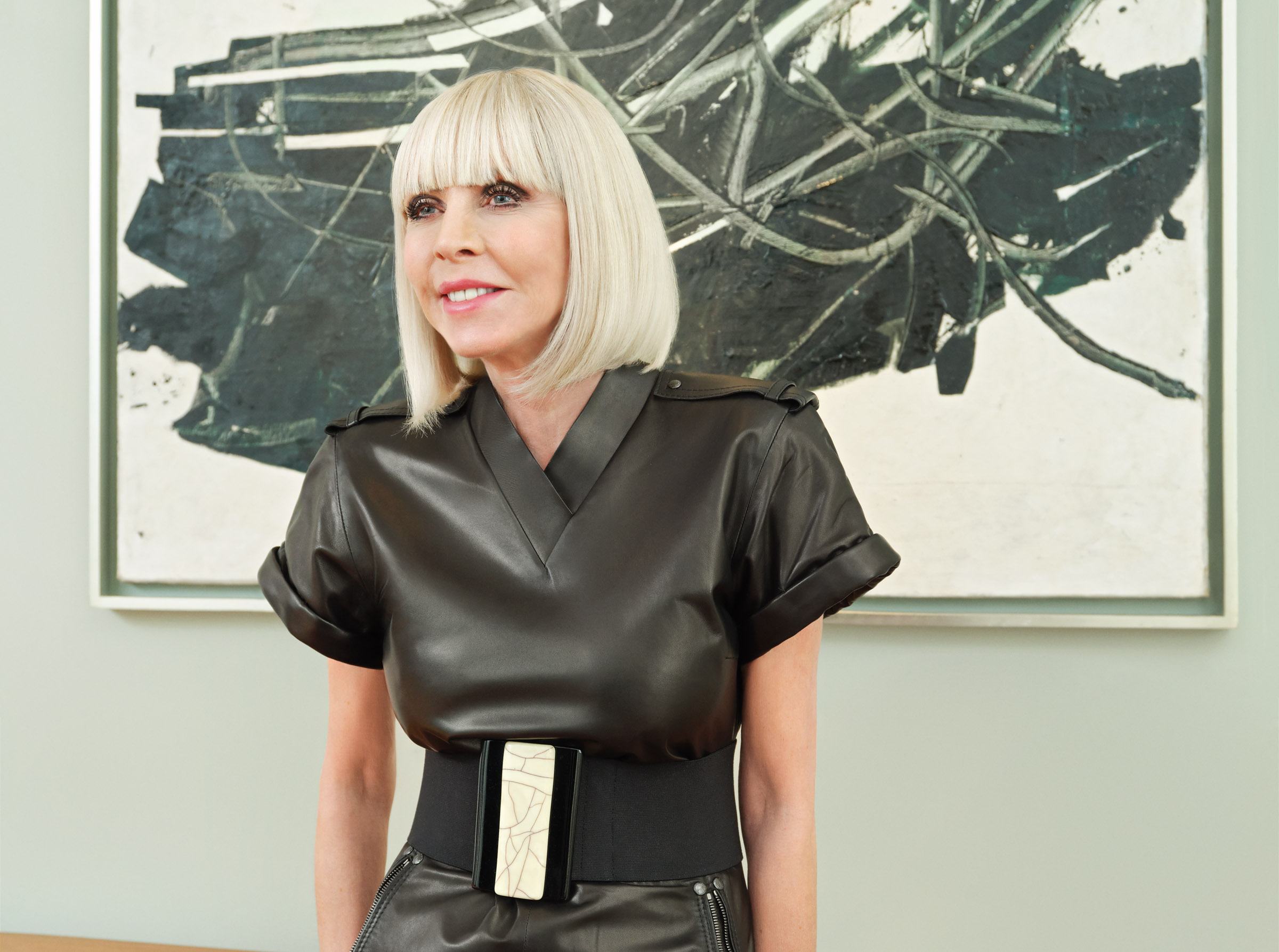
Grażyna Kulczyk 2021

Grażyna Maria Kulczyk (* 5. November 1950 in Posen) ist eine polnische Unternehmerin und Kunstmäzenin.

## Leben
Grażyna Kulczyk studierte Öffentliches Recht an der Adam-Mickiewicz-Universität Posen. Während des Studiums lernte sie ihren späteren Ehemann, den ehemaligen Präsidenten der Deutsch-Polnischen Industrie- und Handelskammer Jan Kulczyk, kennen, von dem sie sich 2005 jedoch scheiden ließ.
Als Unternehmerin konnte Kulczyk vor allem mit Beteiligungen an internationalen Konzernen mit Niederlassungen in Polen ein eigenes Vermögen aufbauen. Dieses investierte sie vor allem in zahlreiche Bauprojekte innerhalb ihrer Heimatstadt Posen. Seit einigen Jahren betätigt sie sich zudem als Kunstmäzenin. Sie besitzt eine der größten privaten Kunstsammlungen Polens und finanziert zahlreiche Kultur- und Infrastrukturprojekte. Dabei verfolgt sie stets den Leitgedanken, Kunst mit unternehmerischen oder weiteren Aspekten zu verknüpfen.
Ihr größtes Projekt stellt der Bau und Betrieb des Handelszentrums Stary Browar dar, das als Einkaufs-, Unterhaltungs- und Ausstellungskomplex konzipiert ist. Angeknüpft werden soll an das Handelszentrum ein neues Museum für zeitgenössische Kunst. Im Jahr 2004 gründete sie die Kunststiftung Kulczyk Foundation, die inzwischen Art Stations Foundation heißt.
Sie hat einen Wohnsitz im Schweizer Bergdorf Tschlin im Unterengadin; in Susch, ebenfalls im Unterengadin, ließ sie das Muzeum Susch für zeitgenössische Kunst sowie ein Künstlerhaus errichten.